# Premiul Guldbagge pentru cel mai bun film străin
Premiul Guldbagge pentru cel mai bun film străin (în suedeză Guldbaggen för bästa utländska film) este un premiu cinematografic prezentat anual de Institutul Suedez de Film (în suedeză Svenska Filminstitutet, SFI) ca parte a Premiilor Guldbagge (în suedeză Guldbaggen, Gândacul auriu de trandafir).
Categoria a fost întreruptă, după patru ani de evaluare, începând cu cea de-a 58-a gală, în 2023. În ultimii ani s-a numit Premiul Guldbagge pentru cel mai bun film internațional.

## Câștigători și nominalizați
Fiecare ceremonie a premiilor Guldbagge este listată cronologic mai jos, cu câștigătorul Premiului Guldbagge pentru cel mai bun film străin și regizorul asociat premiului. Înainte de 1991, nu s-au anunțat nominalizările, doar câștigători. După 1991, în coloanele de sub filmul câștigător apar ceilalți nominalizați pentru cel mai bun film străin, vedeți și legenda de mai jos.
     Câștigători înaintea sistemului de nominalizare (1964–1990)
     Câștigători în sistemul de nominalizare (1991-prezent)

### Anii 1980
| An          | Film               | Titlu original     | Țara                                 | Regizor            | Limba              | Ref.  |
| ----------- | ------------------ | ------------------ | ------------------------------------ | ------------------ | ------------------ | ----- |
| 1987 (23rd) | Bagdad Cafe        | Out of Rosenheim   | Germania de Vest                     | Percy Adlon        | germană, engleză   | [ 4 ] |
| 1988 (24th) | — (nu s-a acordat) | — (nu s-a acordat) | — (nu s-a acordat)                   | — (nu s-a acordat) | — (nu s-a acordat) |       |
| 1989 (25th) | A World Apart      | A World Apart      | {co-producție} Regatul Unit Zimbabwe | Chris Menges       | engleză            | [ 5 ] |

### Anii 1990
| An          | Film                                       | Titlu original                             | Țara                                             | Regizor                    | Limba                                 | Ref.  |
| ----------- | ------------------------------------------ | ------------------------------------------ | ------------------------------------------------ | -------------------------- | ------------------------------------- | ----- |
| 1990 (26th) | Vremea țiganilor                           | Dom za vešanje Дом за вешање               | Iugoslavia                                       | Emir Kusturica             | romani, sârbocroată & italiană        | [ 6 ] |
| 1991 (27th) | Domnul Hire                                | Monsieur Hire                              | Franța                                           | Patrice Leconte            | franceză                              | [ 7 ] |
| 1991 (27th) | Viața dublă a Veronicăi                    | La double vie de Véronique                 | {co-producție} Franța Norvegia Polonia           | Krzysztof Kieślowski       | franceză & poloneză                   | [ 7 ] |
| 1991 (27th) | Regele pescar                              | The Fisher King                            | Statele Unite                                    | Terry Gilliam              | engleză                               | [ 7 ] |
| 1992 (28th) | Soți și soții                              | Husbands and Wives                         | Statele Unite                                    | Woody Allen                | engleză                               | [ 8 ] |
| 1992 (28th) | Ridică felinarul roșu                      | Dà Hóng Dēnglong Gāogāo Guà 大紅燈籠高高掛 | {co-producție} China Hong Kong Taiwan            | Zhang Yimou                | mandarină                             | [ 8 ] |
| 1992 (28th) | Roșii verzi prăjite                        | Fried Green Tomatoes                       | Statele Unite                                    | Jon Avnet                  | engleză                               | [ 8 ] |
| 1993 (29th) | Pianul                                     | The Piano                                  | {co-producție} Noua Zeelandă Australia Franța    | Jane Campion               | engleză, maori & britanică prin semne | [ 9 ] |
| 1993 (29th) | Trei culori: Albastru                      | Trois couleurs: Bleu                       | Franța, Polonia & Elveția                        | Krzysztof Kieślowski       | franceză & poloneză                   | [ 9 ] |
| 1993 (29th) | Orlando                                    | Orlando                                    | Regatul Unit                                     | Sally Potter               | engleză                               | [ 9 ] |
| 1994 (30th) | Povești întretăiate                        | Short Cuts                                 | Statele Unite                                    | Robert Altman              | engleză                               |       |
| 1994 (30th) | Forrest Gump                               | Forrest Gump                               | Statele Unite                                    | Robert Zemeckis            | engleză                               |       |
| 1994 (30th) | Lista lui Schindler                        | Schindler's List                           | Statele Unite                                    | Steven Spielberg           | engleză                               |       |
| 1995 (31st) | Înainte de ploaie                          | Pred doždot Пред дождот                    | {co-producție} Macedonia Regatul Unit            | Milcho Manchevski          | macedoneană, engleză & albaneză       |       |
| 1995 (31st) | Lamerica                                   | Lamerica                                   | Italia                                           | Gianni Amelio              | italiană & albaneză                   |       |
| 1995 (31st) | Împușcături pe Broadway                    | Bullets over Broadway                      | Statele Unite                                    | Woody Allen                | engleză                               |       |
| 1996 (32nd) | Abisul sufletului                          | Breaking the Waves                         | Danemarca                                        | Lars von Trier             | engleză                               |       |
| 1996 (32nd) | Fargo                                      | Fargo                                      | Statele Unite                                    | Joel Coen                  | engleză                               |       |
| 1996 (32nd) | Trainspotting - Din viață scapă cine poate | Trainspotting                              | Regatul Unit                                     | Danny Boyle                | engleză                               |       |
| 1997 (33rd) | Furtună de gheață                          | The Ice Storm                              | Statele Unite                                    | Ang Lee                    | engleză                               |       |
| 1997 (33rd) | Fanfara învingătorilor                     | Brassed Off                                | {co-producție} Regatul Unit Statele Unite        | Mark Herman                | engleză                               |       |
| 1997 (33rd) | Promisiunea                                | La Promesse                                | {co-producție} Belgia Franța                     | Luc & Jean-Pierre Dardenne | franceză                              |       |
| 1998 (34th) | Sărbătoarea                                | Festen                                     | Danemarca                                        | Thomas Vinterberg          | daneză                                |       |
| 1998 (34th) | Îngeri căzuți                              | La Vie rêvée des anges                     | Franța                                           | Erick Zonca                | franceză                              |       |
| 1998 (34th) | Karakter                                   | Karakter                                   | {co-producție} Țările de Jos Belgia              | Mike van Diem              | neerlandeză                           |       |
| 1999 (35th) | Totul despre mama mea                      | Todo sobre mi madre                        | Spania                                           | Pedro Almodóvar            | spaniolă                              |       |
| 1999 (35th) | Povestea lui Alvin Straight                | The Straight Story                         | {co-producție} Statele Unite Regatul Unit Franța | David Lynch                | engleză                               |       |
| 1999 (35th) | Gara centrală                              | Central do Brasil                          | {co-producție} Brazilia Franța                   | Walter Salles              | portugheză                            |       |

### Anii 2000
| An          | Film                          | Titlu original                                          | Țara                                       | Regizor                          | Limba                                                                             | Ref.          |
| ----------- | ----------------------------- | ------------------------------------------------------- | ------------------------------------------ | -------------------------------- | --------------------------------------------------------------------------------- | ------------- |
| 2000 (36th) | Magnolia                      | Magnolia                                                | Statele Unite                              | Paul Thomas Anderson             | engleză, franceză & germană                                                       |               |
| 2000 (36th) | Băieții nu plâng niciodată    | Boys Don't Cry                                          | Statele Unite                              | Kimberly Peirce                  | engleză                                                                           |               |
| 2000 (36th) | Frumusețe americană           | American Beauty                                         | Statele Unite                              | Sam Mendes                       | engleză                                                                           |               |
| 2001 (37th) | Amélie                        | Le fabuleux destin d'Amélie Poulain                     | {co-producție} Franța Germania             | Jean-Pierre Jeunet               | franceză                                                                          |               |
| 2001 (37th) | O chestiune de gust           | Le goût des autres                                      | Franța                                     | Agnès Jaoui                      | franceză                                                                          |               |
| 2001 (37th) | Italiana pentru începători    | Italiensk for begyndere                                 | {co-producție} Danemarca Sweden            | Lone Scherfig                    | daneză, italiană & engleză                                                        |               |
| 2002 (38th) | Omul fără trecut              | Mies vailla menneisyyttä                                | Finlanda                                   | Aki Kaurismäki                   | finlandeză                                                                        |               |
| 2002 (38th) | Vorbește cu ea                | Hable con ella                                          | Spania                                     | Pedro Almodóvar                  | spaniolă                                                                          |               |
| 2002 (38th) | Familia Tenenbaum             | The Royal Tenenbaums                                    | Statele Unite                              | Wes Anderson                     | engleză                                                                           |               |
| 2003 (39th) | Orele                         | The Hours                                               | {co-producție} Regatul Unit Statele Unite  | Stephen Daldry                   | engleză                                                                           |               |
| 2003 (39th) | Adio, Lenin!                  | Good Bye, Lenin!                                        | Germania                                   | Wolfgang Becker                  | germană                                                                           |               |
| 2003 (39th) | Dogville                      | Dogville                                                | Danemarca                                  | Lars von Trier                   | engleză                                                                           |               |
| 2004 (40th) | Întoarcerea                   | Vozvrashcheniye Возвращение                             | Rusia                                      | Andrey Zvyagintsev               | rusă                                                                              |               |
| 2004 (40th) | Rătăciți printre cuvinte      | Lost in Translation                                     | Statele Unite                              | Sofia Coppola                    | engleză & japoneză                                                                |               |
| 2004 (40th) | 21 de grame                   | 21 Grams                                                | Statele Unite                              | Alejandro González Iñárritu      | engleză                                                                           |               |
| 2005 (41st) | Copilul                       | L'enfant                                                | Belgia                                     | Luc & Jean-Pierre Dardenne       | franceză                                                                          |               |
| 2005 (41st) | Nimeni nu știe                | Dare mo Shiranai 誰も知らない                           | Japonia                                    | Hirokazu Koreeda                 | japoneză                                                                          |               |
| 2005 (41st) | Ascuns                        | Caché                                                   | Franța                                     | Michael Haneke                   | franceză                                                                          |               |
| 2006 (42nd) | Viețile altora                | Das Leben der Anderen                                   | Germania                                   | Florian Henckel von Donnersmarck | germană                                                                           |               |
| 2006 (42nd) | Volver                        | Volver                                                  | Spania                                     | Pedro Almodóvar                  | spaniolă                                                                          |               |
| 2006 (42nd) | Babel                         | Babel                                                   | {co-producție} Statele Unite Mexico Franța | Alejandro González Iñárritu      | engleză, spaniolă, arabă, japoneză, japoneză prin semne & berberă                 |               |
| 2007 (43rd) | This Is England               | This Is England                                         | Regatul Unit                               | Shane Meadows                    | engleză                                                                           |               |
| 2007 (43rd) | De cealaltă parte             | germană: Auf der anderen Seite turcă: Yașamın Kıyısında | {co-producție} Germania Turcia             | Fatih Akın                       | germană, turcă & engleză                                                          |               |
| 2007 (43rd) | 4 luni, 3 săptămâni și 2 zile | 4 luni, 3 săptămâni și 2 zile                           | România                                    | Cristian Mungiu                  | română                                                                            |               |
| 2008 (44th) | Ultima dorință                | Se, jie 色，戒                                          | {co-producție} Statele Unite China Taiwan  | Ang Lee                          | mandarină, dialect shanghainez, cantoneză, szechwanese, japoneză, hindi & engleză | [ 13 ] [ 14 ] |
| 2008 (44th) | Va curge sânge                | There Will Be Blood                                     | Statele Unite                              | Paul Thomas Anderson             | engleză                                                                           | [ 13 ] [ 14 ] |
| 2008 (44th) | Nu există țară pentru bătrâni | No Country for Old Men                                  | Statele Unite                              | Joel & Ethan Coen                | engleză                                                                           | [ 13 ] [ 14 ] |
| 2009 (45th) | Cu capul înainte              | Das weiße Band, Eine deutsche Kindergeschichte          | {co-producție} Austria Germania            | Michael Haneke                   | germană                                                                           | [ 15 ]        |
| 2009 (45th) | Vals cu Bashir                | ebraică: Vals im Bashir ואלס עם באשיר                   | {co-producție} Austria Germania Franța     | Ari Folman                       | ebraică                                                                           | [ 15 ]        |
| 2009 (45th) | O zi în familie               | Aruitemo aruitemo 歩いても 歩いても                     | Japan                                      | Hirokazu Koreeda                 | japoneză                                                                          | [ 15 ]        |

### Anii 2010
| An          | Film                         | Titlu original                             | Țara                                                 | Regizor                     | Limba                               | Ref.          |
| ----------- | ---------------------------- | ------------------------------------------ | ---------------------------------------------------- | --------------------------- | ----------------------------------- | ------------- |
| 2010 (46th) | Lourdes                      | Lourdes                                    | {co-producție} Austria Franța Germania               | Jessica Hausner             | franceză                            | [ 16 ]        |
| 2010 (46th) | Rețeaua de socializare       | The Social Network                         | Statele Unite                                        | David Fincher               | engleză                             | [ 16 ]        |
| 2010 (46th) | În acvariu                   | Fish Tank                                  | Regatul Unit                                         | Andrea Arnold               | engleză                             | [ 16 ]        |
| 2011 (47th) | Nader și Simin, o despărțire | Jodaí-e Nadér az Simín جدایی نادر از سیمین | Iran                                                 | Asghar Farhadi              | persană                             |               |
| 2011 (47th) | Canin                        | Kynodontas Κυνόδοντας                      | Grecia                                               | Yorgos Lanthimos            | greacă                              |               |
| 2011 (47th) | Mâinile tatălui meu          | Winter's Bone                              | Statele Unite                                        | Debra Granik                | engleză                             |               |
| 2012 (48th) | Iubire                       | Amour                                      | {co-producție} Franța Germania Austria               | Michael Haneke              | franceză                            | [ 17 ] [ 18 ] |
| 2012 (48th) | Laurence până la capăt       | Laurence Anyways                           | Canada                                               | Xavier Dolan                | franceză                            | [ 17 ] [ 18 ] |
| 2012 (48th) | Aventuri sub clar de lună    | Moonrise Kingdom                           | Statele Unite                                        | Wes Anderson                | engleză                             | [ 17 ] [ 18 ] |
| 2013 (49th) | Adèle: Capitolele 1 și 2     | La Vie d'Adèle – Chapitres 1 & 2           | {co-producție} Franța Belgium Spania                 | Abdellatif Kechiche         | franceză                            | [ 19 ] [ 20 ] |
| 2013 (49th) | 12 ani de sclavie            | 12 Years a Slave                           | {co-producție} Statele Unite Regatul Unit            | Steve McQueen               | engleză                             | [ 19 ] [ 20 ] |
| 2013 (49th) | Calul din Torino             | A torinói ló                               | Ungaria                                              | Béla Tarr & Ágnes Hranitzky | maghiară                            | [ 19 ] [ 20 ] |
| 2014 (50th) | Două zile, o noapte          | Deux jours, une nuit                       | {co-producție} Belgia Franța Italia                  | Luc & Jean-Pierre Dardenne  | franceză & arabă                    | [ 21 ] [ 22 ] |
| 2014 (50th) | Ida                          | Ida                                        | {co-producție} Polonia Danemarca Franța Regatul Unit | Paweł Pawlikowski           | poloneză, franceză & latină         | [ 21 ] [ 22 ] |
| 2014 (50th) | 12 ani de copilărie          | Boyhood                                    | Statele Unite                                        | Richard Linklater           | engleză                             | [ 21 ] [ 22 ] |
| 2015 (51st) | Leviatan                     | Leviafan Левиафан                          | Rusia                                                | Andrei Zviagințev           | rusă                                | [ 23 ] [ 24 ] |
| 2015 (51st) | Carol                        | Carol                                      | {co-producție} Regatul Unit Statele Unite            | Todd Haynes                 | engleză                             | [ 23 ] [ 24 ] |
| 2015 (51st) | Timbuktu                     | Timbuktu                                   | {co-producție} Franța Mauritania                     | Abderrahmane Sissako        | arabă, franceză, tamasheq & bambara | [ 23 ] [ 24 ] |
| 2016 (52nd) | Fiul lui Saul                | Saul fia                                   | Ungaria                                              | László Nemes                | maghiară                            | [ 25 ] [ 26 ] |
| 2016 (52nd) | Toni Erdmann                 | Toni Erdmann                               | {co-producție} Germania Austria                      | Maren Ade                   | germană, română & engleză           | [ 25 ] [ 26 ] |
| 2016 (52nd) | Mustang                      | Mustang                                    | {co-producție} Franța Turcia Germania                | Deniz Gamze Ergüven         | turcă                               | [ 25 ] [ 26 ] |
| 2017 (53rd) | Clientul                     | Forušande فروشنده                          | {co-producție} Iran Franța                           | Asghar Farhadi              | persană                             | [ 27 ] [ 28 ] |
| 2017 (53rd) | 120 de bătăi pe minut        | 120 battements par minute                  | Franța                                               | Robin Campillo              | franceză                            | [ 27 ] [ 28 ] |
| 2017 (53rd) | În lumina lunii              | Moonlight                                  | Statele Unite                                        | Barry Jenkins               | engleză                             | [ 27 ] [ 28 ] |
| 2018 (54th) | O afacere de familie         | Manbiki Kazoku 万引き家族                  | Japonia                                              | Hirokazu Kore-eda           | japoneză                            | [ 29 ]        |
| 2018 (54th) | Războiul Rece                | Zimna wojna                                | {co-producție} Polonia Franța Regatul Unit           | Paweł Pawlikowski           | poloneză                            | [ 29 ]        |
| 2018 (54th) | Agent provoKkKator           | BlacKkKlansman                             | Statele Unite                                        | Spike Lee                   | engleză                             | [ 29 ]        |
| 2019 (55th) | Parazit                      | Gisaengchung 기생충                        | Coreea de Sud                                        | Bong Joon-ho                | coreeană                            | [ 30 ]        |
| 2019 (55th) | Capernaum - Haos și speranță | Kafarnāḥūm کفرناحوم                        | Liban                                                | Nadine Labaki               | arabă libaneză                      | [ 30 ]        |
| 2019 (55th) | Poveste despre căsnicie      | Marriage Story                             | Statele Unite                                        | Noah Baumbach               | engleză                             | [ 30 ]        |

### Anii 2020
| An          | Film                    | Titlu original            | Țara                                            | Regizor                        | Limba            | Ref.          |
| ----------- | ----------------------- | ------------------------- | ----------------------------------------------- | ------------------------------ | ---------------- | ------------- |
| 2020 (56th) | Pentru Sama             | ‘min ajl sama‘ من أجل سما | {co-producție} Siria Statele Unite Regatul Unit | Waad Al-Kateab și Edward Watts | arabă & engleză  | [ 32 ] [ 33 ] |
| 2020 (56th) | Babyteeth: Prima iubire | Babyteeth                 | Australia                                       | Shannon Murphy                 | engleză          | [ 32 ] [ 33 ] |
| 2020 (56th) | Mank                    | Mank                      | Statele Unite                                   | David Fincher                  | engleză          | [ 32 ] [ 33 ] |
| 2021 (57th) | Evadare                 | ‘Flugt‘                   | Danemarca                                       | Jonas Poher Rasmussen          | engleză & daneză | [ 37 ]        |
| 2021 (57th) | Tatăl                   | The Father                | Franța UK                                       | Florian Zeller                 | engleză          | [ 37 ]        |
| 2021 (57th) | Ținutul nomazilor       | Nomadland                 | Statele Unite                                   | Chloé Zhao                     | engleză          | [ 37 ]        |